# Фаунтин (округ)
Фа́унтин (англ. Fountain County) — округ в штате Индиана, США. Официально образован в 1826 году. По состоянию на 2010 год, численность населения составляла 17 240 человек.

## География
По данным Бюро переписи США, общая площадь округа равняется 1 030,510 км2, из которых 1 024,760 км2 суша и 5,750 км2 или 0,560 % это водоёмы.

## Население
По данным переписи населения 2000 года в округе проживает 17 954 жителей в составе 7 041 домашних хозяйств и 5 041 семей. Плотность населения составляет 45,00 человек на км2. На территории округа насчитывается 7 692 жилых строений, при плотности застройки около 17,00-ти строений на км2. Расовый состав населения: белые — 98,71 %, афроамериканцы — 0,11 %, коренные американцы (индейцы) — 0,20 %, азиаты — 0,18 %, гавайцы — 0,01 %, представители других рас — 0,28 %, представители двух или более рас — 0,52 %. Испаноязычные составляли 1,06 % населения независимо от расы.
В составе 32,60 % из общего числа домашних хозяйств проживают дети в возрасте до 18 лет, 59,10 % домашних хозяйств представляют собой супружеские пары проживающие вместе, 8,00 % домашних хозяйств представляют собой одиноких женщин без супруга, 28,40 % домашних хозяйств не имеют отношения к семьям, 24,80 % домашних хозяйств состоят из одного человека, 12,60 % домашних хозяйств состоят из престарелых (65 лет и старше), проживающих в одиночестве. Средний размер домашнего хозяйства составляет 2,52 человека, и средний размер семьи 3,00 человека.
Возрастной состав округа: 0,00 % моложе 18 лет, 0,00 % от 18 до 24, 0,00 % от 25 до 44, 0,00 % от 45 до 64 и 0,00 % от 65 и старше. Средний возраст жителя округа 0 лет. На каждые 100 женщин приходится 0,00 мужчин. На каждые 100 женщин старше 18 лет приходится 0,00 мужчин.
Средний доход на домохозяйство в округе составлял 38 119 USD, на семью — 43 330 USD. Среднестатистический заработок мужчины был 33 957 USD против 21 631 USD для женщины. Доход на душу населения составлял 17 779 USD. Около 6,20 % семей и 8,50 % общего населения находились ниже черты бедности, в том числе — 10,40 % молодежи (тех, кому ещё не исполнилось 18 лет) и 6,90 % тех, кому было уже больше 65 лет.